# 主知主義
智识主义（intellectualism）是一种强调智力的运用、发展和锻炼的精神视角，与知识分子的精神生活相一致。在哲学领域，智识主义一词表示对世界特征进行批判性思考的两种方式之一：理性主义，即完全从理性中获得知识；经验主义，即完全从感觉经验中获得知识。每种思维方式都试图消除那些忽视、错误或歪曲有关 “应该是什么”而非世界特征 “是什么”的证据的谬误。

## 關連項目
- 反智主義
- 主意主義
- 主情主義
- 靈魂三分說